# Histoire des Juifs à Izbica
L'histoire des Juifs à Izbica commence au XVIIIe siècle quand la ville est fondée pour recevoir les Juifs expulsés de la ville de Tarnogóra. Jusqu'à la Première Guerre mondiale, la ville est entièrement juive et le restera majoritairement jusqu'à la Seconde Guerre mondiale. La communauté est exterminée pendant la Shoah. Il n'y a plus de Juifs à Izbica.
Izbica  (Yiddish: איזשביצע Izhbitz) est une ville polonaise de la gmina d'Izbica dans le powiat de Krasnystaw de la voïvodie de Lublin dans l'est de la Pologne. Située à 60 kilomètres au sud-est de Lublin, elle comptait en 2022 un peu plus de 1 700 habitants.

## Histoire de la communauté juive

### La fondation de la ville
La première mention du village d'Izbica remonte a 1419, mentionné comme appartenant à la paroisse catholique de Krasnystaw.
Cependant, à partir du 1750, Izbica a été une ville exclusivement juive, ce qui est une exception en Pologne.

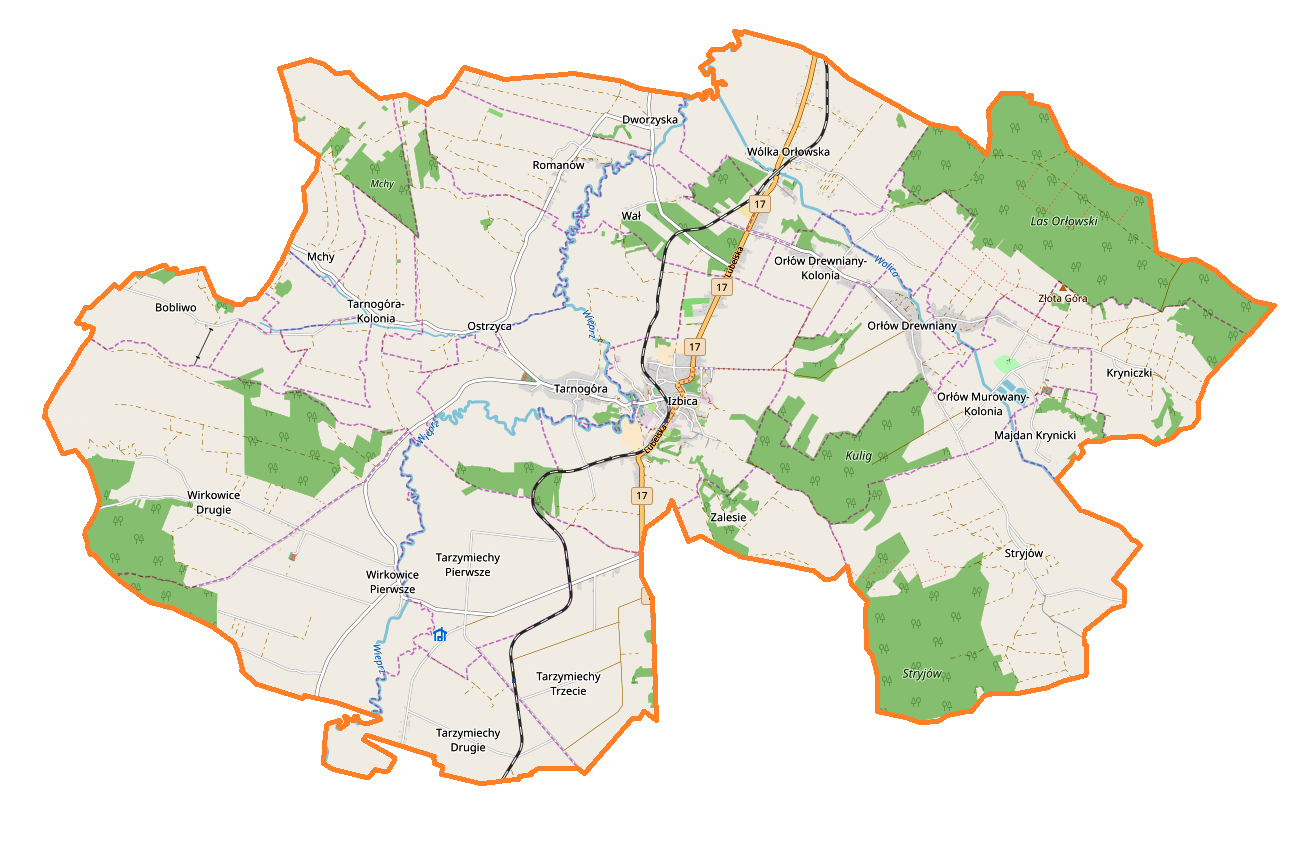
Carte de 2017 de la commune (gminy) d'Izbica qui regroupe: la rive ouest de l'Wieprz, l'ancienne ville Tarnogóra; et la rive est à l'est, le village d'Izbica (aujourd'hui chef-lieu).

En 1744, en raison des demandes répétées des chrétiens, principalement des marchands et des artisans de la ville de Tarnogóra, qui accusent les Juifs d'une concurrence déloyale, les autorités décident de transférer les Juifs à Izbica, situé à 4 km de l'autre côté de la rivière Wieprz, les menaçant d'emprisonnement s'ils franchissent le pont menant à Tarnogóra.
En 1750, c'est Antoni Granowski, alors staroste de Tarnowskie Góry, qui reçoit du roi Auguste III de Saxe le privilège d'établir une ville à Izbica et d'y installer exclusivement des Juifs. Tarnogóra, obtient alors le privilège de non tolerandis Judaeis.
À partir de 1754, Izbica organise des foires, et possède un cimetière juif.
En 1765, la communauté juive compte 204 personnes. Ce n'est qu'en 1775, que les Juifs d'Izbica décident de fonder une communauté indépendante. Le premier rabbin est Eliezer qui sera le responsable religieux jusqu'à sa mort en 1835. Les résidents juifs de la ville sont en majorité marchands ou artisans.
En raison de sa petite superficie, la ville ne se dote d'un réseau de rues séparées qu'au XIXe siècle. Au moment du premier partage de la Pologne (en 1772), la ville compte 29 maisons d'habitation situées autour de la place du marché, avec 150 habitants ; il y a 3 brasseries.

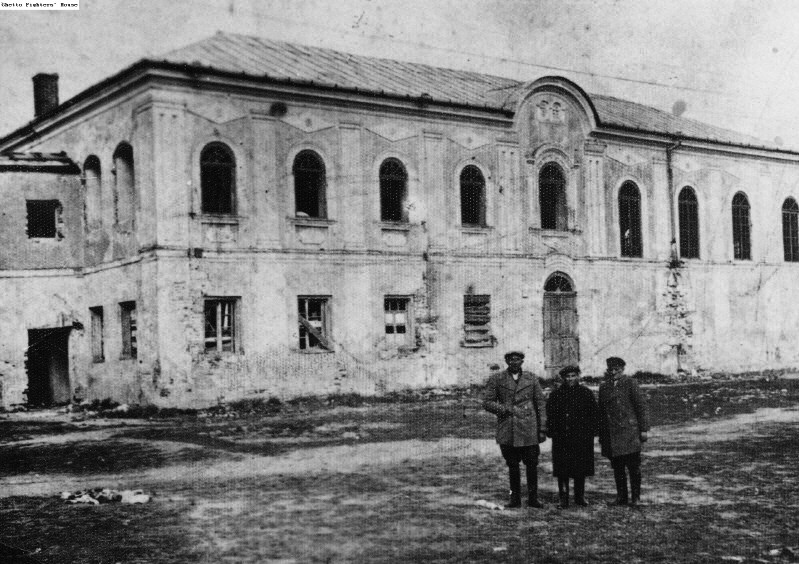
La synagogue pendant la Seconde Guerre mondiale, avant sa destruction

La première mention d'un Beth Midrash (maison d'étude de la Torah), situé derrière les maisons du côté nord de la place du marché d'Izbica, remonte à 1781. La première synagogue en bois a probablement été construite à sa place en 1819.
En 1855, une synagogue en brique est construite sur le même emplacement. La synagogue brûle en 1879, mais est rapidement reconstruite. Le bâtiment sera entièrement démoli par les Allemands en 1943-1944, après l’extermination des Juifs.

### DuXIXesièclejusqu'à laPremière Guerre mondiale
En 1827, il y a 407 habitants à Izbica tous d'origine juive. Ils ont leur propre maison de prière, mikvé (bain rituel), abattoir, moulin à eau et scierie.
Au XIXe siècle, le tsadik Mordechai Josef Leiner (1801-1854), disciple de Symcha Binem (pl) (aussi appelé le saint de Przysucha) et de Menahem Mendel de Kotzk, s'y installe. Une communauté hassidique indépendante se développe alors autour de lui. Son fils, Jakow Leiner, publie un ouvrage intitulé Bejt Yaakow. Comme les pèlerinages des hassidim au manoir du tsadik d'Izbica deviennent de plus en plus populaires, de nouveaux magasins et auberges commencent à apparaître en bord de route. Au cours des années suivantes, Jakow Leiner s'installe à Radzyń Podlaski (135 km au nord d'Izbica) et ses descendants, qui ont survécu à la Shoah, ont émigré en Israël et se sont installés à Bnei Brak, près de Tel-Aviv.
En 1860, 1 450 personnes, toutes d’origine juive, vivent à Izbica. Une décennie plus tard, en 1870, ce nombre est passé à 1 800 habitants, tous juifs. En 1897, Izbica compte 3 019 Juifs représentant 95 % de la population totale. C'est alors un shtetl typique habité quasi-uniquement par des Juifs où il n'y a pas d'église catholique. À cette époque, un dicton populaire dit : Izbica – la capitale juive de la région de Lublin.

### Entre-deux-guerres
En 1921, Izbica dénombre 3 085 habitants dont 2 862 juifs, soit 92 % de la population totale. Dans l'entre-deux-guerres, le rabbin Cwi Rabinowicz, de la dynastie hassidique de Symcha Binem (pl) de Przysucha, fonde un autre manoir hassidique à Izbica. Le rabbin Landau est le dernier rabbin d'Izbica avant le déclenchement de la Seconde Guerre mondiale.
Thomas Blatt, né à Izbica et survivant du camp d'extermination de Sobibór, décrit la vie juive à Izbica :
« Rien qu’à Izbica, vivaient trois mille six cents Juifs et environ deux cents chrétiens. C'étaient pour la plupart des gens simples et pauvres. La plupart des maisons étaient en bois et seuls quelques riches habitants pouvaient se permettre d'acheter des maisons en briques. Des pompes artésiennes et trois puits assuraient l'approvisionnement en eau. L'électricité n'a été installée qu'au milieu des années 1930. Les Juifs étaient pour la plupart orthodoxes, même si les signes d’assimilation étaient de plus en plus visibles. Les gabardines, les kippot, les barbes et les mèches latérales ont commencé à être lentement remplacées par des vêtements polonais. […] Tout le monde se connaissait à Izbica ; nous nous appelions principalement par nos surnoms. Le surnom, souvent composé d’un ou deux mots, reflète parfaitement les opinions, le statut social ou les caractéristiques physiques d’une personne. Il y avait Chaim le boiteux et Jojne gros nez. Tout le monde savait que Szulik Handwerker, originaire de Zamość, était le boulanger de Zamość. Ils appelaient mon père Léon goy parce qu’il était un libre-penseur, mangeait de la viande non casher et entretenait des contacts étroits avec les chrétiens. […] Nous vivions en harmonie avec nos voisins catholiques. À vrai dire, nous tombions parfois sur des pancartes indiquant Juifs, retournez-en Palestine ou N’achetez pas dans les magasins juifs sur le bâtiment de la poste, mais personne ne les prenait au sérieux. Les enfants des écoles étaient soudés et il n’y avait aucun signe visible d’antagonisme entre les enfants des familles juives et catholiques. Bien que 95 % des habitants soient juifs, seule la moitié des étudiants étaient juifs. Les autres étaient des enfants catholiques des villages environnants »
.
Les enfants juifs, après l'école publique, fréquentent le heder, une école religieuse. Le melamed, l'instituteur, payé par la communauté, est généralement très pauvre et enseigne chez lui à huit ou dix garçons, âgés de sept à treize ans.
En 1939, Izbica compte environ 6 000 habitants dont 5 098 Juifs, soit 85 % de la population propriétaire de 166 ateliers d’artisans, dont 108 ateliers de couture.
La division entre les très pauvres et les riches est visible au sein de la communauté juive. Aniela Rolnik[Qui ?] décrit Izbica de cette époque d'après ses souvenir :
« Il y avait quelques Juifs riches, par exemple les Altman qui possédaient une tannerie et faisaient du commerce avec les cours voisines. […] Les bouchers juifs étaient aisés. Il y avait aussi Icek – un marchand de vaches […]. Sous les arcades, Jankiel gérait une boutique plus riche où les marchandises étaient mesurées au mètre ou au coude jusqu'aux doigts, tandis qu'Auty possédait un entrepôt de pharmacie sur la place du marché. […] Auty a construit un grand immeuble à Izbica […]. Cependant, la majorité des Juifs d'Izbica étaient pauvres et vivaient dans de petites maisons délabrées côte à côte... »
Dorota Winiarczyk, directrice d'une école à Wirkowice, a soutenu une thèse en 1995 sur la commune d'Izbica dans les années 1918-1939 à l'UMCS: 
« … Hersz Goldberg vendait des galettes à l'oignon et Rojza Nasybirska vendait de la bière d'une brasserie. La seule voiture d'Izbica, probablement une Opel, appartenait au docteur Lind, et Juda Pomp, un marchand de draps, possédait la plus belle maison de la place…Flajszman, tailleur, vivait et travaillait dans la même pièce avec ses neuf enfants. Ils dormaient dans un lit cloué ensemble à partir de plusieurs planches. La table, dans la chambre, servait au repassage et la famille n'y mangeait que le jour du chabbat. Les Juifs pauvres gagnaient de l’argent en tant que vendeurs ambulants. Ils achetaient de vieux chiffons en échange de boutons, d’aiguilles ou d’assiettes…
Malgré la pauvreté, la vie culturelle était florissante à Izbica. En 1930, la bibliothèque juive I. L. Perec est ouverte ; il y avait aussi le cinéma Apollo où étaient organisés des représentations théâtrales, des concerts, des conférences et des jeux. Parallèlement à l'école polonaise, des écoles religieuses juives ont été créées, qui enseignaient aux enfants comment vivre conformément à la Torah. Des foires favorisant les échanges commerciaux avaient lieu dans la ville tous les mercredis à partir de 1754... »
Pendant le chabbat, la vie s’arrête. Les enfants juifs ne vont pas à l'école. La ville entière est remplie d'une ambiance festive. Les Juifs, dans leur grande majorité se rendent à la synagogue.

### La Seconde Guerre mondiale et la fin de la communauté juive
Au début de la Seconde Guerre mondiale, après un bombardement de la ville par les Allemands le 4, le 6 et le 13 septembre 1938, l'armée allemande entre dans Izbica le 15 septembre. Le 27 septembre les troupes soviétiques s'installent en ville, mais se retirent une semaine après conformément au pacte germano-soviétique. Quelques jeunes Juifs quittent la ville avec l'armée russe en retraite. En septembre 1941, le SS-Untersturmführer Kurt Engels et le SS-Rottenführer Ludwik Klem prennent le contrôle de la prison municipale. À partir de ce moment-là, la Gestapo dite de Zamość, destinée aux personnes extérieures à la ville, commence à opérer à Izbica. Un an plus tard, c'est déjà l'une des cellules les plus importantes de ce qu'on appelle l'Aktion Reinhard. Kurt Engels fait preuve d'une cruauté exceptionnelle envers la population juive. Il abat personnellement un certain nombre de Juifs. Il parcourt la ville en moto à la recherche de victimes. Les Juifs locaux sont initialement utilisés comme ouvriers pour construire un aéroport à Zamość.
En 1941, les nazis créent un ghetto à Izbica, spécialement pour l'installation temporaire des Juifs arrivant de différentes localités de Pologne ou de pays voisins. C'est un camp de transit d'où les Juifs sont déportés vers les camps d'extermination de Bełżec et Sobibór. C'est le plus grand ghetto de transit du district de Lublin.
Le ghetto destiné aux Juifs d'Izbica est situé dans le bâtiment des pompiers, derrière la voie ferrée. Le bâtiment est entouré de barbelés, et le taux de mortalité, du aux maladies, à la malnutrition et au travail forcé, identique à celui du ghetto de Varsovie, est très élevé.
La ville est un centre important de transit, car située sur une ligne de chemin de fer d'où les Juifs peuvent être directement déportés vers Bełżec et Sobibór. Dès 1940-1941, des convois de Juifs en provenance de Częstochowa, Łódź, Głowno, Konin et Koło arrivent à Izbica. Puis ce sont des arrivées de Juifs originaires de la République tchèque, de Moravie, du Reich allemand et d’Autriche.
De mars à mai 1942, environ 12 000 à 14 000 personnes sont transportées à Izbica. Parmi les Juifs se trouvent des spécialistes hautement qualifiés : des ingénieurs, des médecins, des économistes dont le vice-président de Prague, des généraux de l'armée autrichienne et des professeurs de Vienne, de La Haye,d'Iéna, d'Heidelberg et de Breslau.

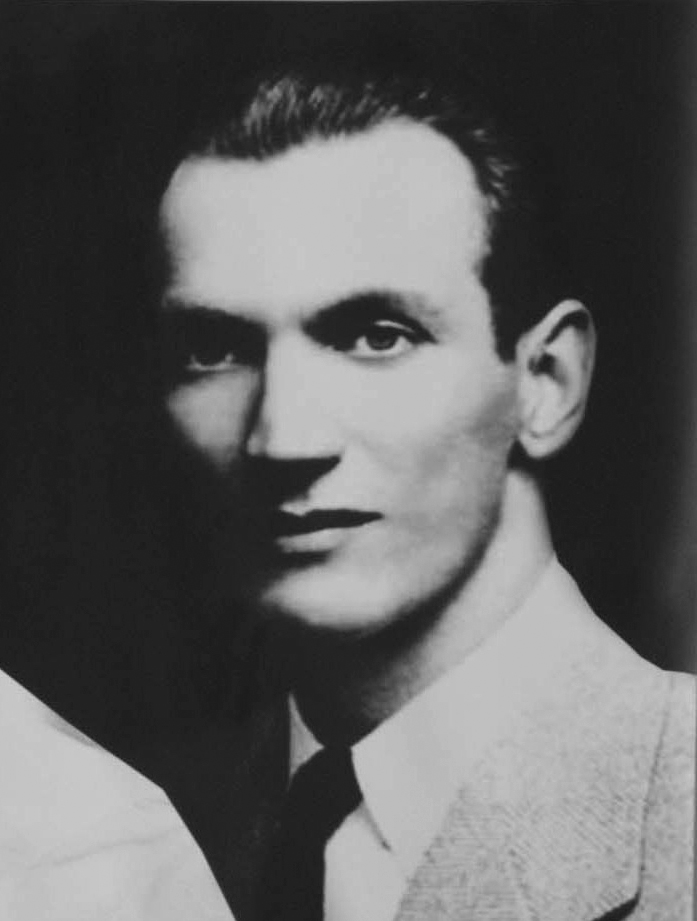
Jan Karski

Jan Karski, un courrier de l'Armia Krajowa qui tenta d'alerter les Alliés sur le sort des Juifs, est témoin des atrocités de la Shoah après son arrivée dans le ghetto de transit déguisé en garde. Il raconte les scènes dont il a été témoin :
« … D'après ce que j'ai pu voir, le camp avait une superficie totale d'environ 1,5 kilomètre carré de terrain plat. Plusieurs rangées de solides clôtures en fil de fer barbelé soutenues par des poteaux en bois à intervalles entouraient le camp. L'ensemble mesurait deux mètres et demi de haut. À l’extérieur, des gardes patrouillaient à intervalles de 50 mètres et à l’intérieur, des gardes armés étaient positionnés tous les quinze mètres environ. Il y avait quelques baraquements derrière le grillage et entre, une foule grouillante et agitée. Les prisonniers étaient pressés les uns contre les autres comme des sardines, ils essayaient de s'invectiver. Les gardes, de leur côté, essayaient de les maintenir dans une sorte de contrôle et d'ordre ...
À ce moment-là, nous sommes passés devant un vieil homme qui était assis nu par terre et se balançait d'avant en arrière...Un enfant enveloppé de haillons gisait à côté de lui. Il tremblait et regardait autour de lui avec peur… Personne ne faisait attention eux… Ils devaient savoir qu’il ne leur restait plus beaucoup de temps avant d’affronter l’inconnu. La peur, la faim et la soif intensifiaient le sentiment d’incertitude et l’instinct animal de danger. Ils avaient déjà été dépouillés de tous leurs modestes biens, et n'étaient autorisés à emporter avec eux pendant leur voyage que cinq kilos de bagages, généralement les objets indispensables au voyage : un oreiller, une couverture, un peu de nourriture ou une bouteille d'eau, parfois des objets de valeur ou de l'argent...
Habituellement, ils ne restaient pas plus de quatre jours dans le camp. Peu de temps après, ils étaient entassés dans les wagons pour affronter la mort. Pendant tout le temps passé dans le camp, ils n’avaient pratiquement rien à manger et devaient donc compter sur leurs propres provisions…L’odeur des excréments humains, de la sueur, de la crasse et de la pourriture imprégnait l’air…
Un officier SS, probablement responsable du chargement, se tenait devant la foule des Juifs, les jambes largement écartées et criait: Tous les Juifs doivent monter à bord des wagons. Vous allez dans un endroit où du travail vous attend… Quiconque sème la panique ou résiste sera abattu…
Les premiers Juifs grimpèrent dans les voitures. Un nazi les comptait près de la porte alors qu'ils entraient. Après avoir atteint cent quarante, le SS hurla Halte ! et a tiré deux coups de feu... Le train a avancé et un wagon vide a roulé jusqu'à la rampe. De plus en plus de prisonniers ont commencé à entrer...
Selon la réglementation militaire, un wagon de marchandises pouvait transporter huit chevaux ou quarante soldats. En entassant les gens de force et sans aucun bagage, la voiture pouvait contenir une centaine de personnes. Les nazis ordonnèrent d’en entasser cent trente, puis ils réussirent à en accueillir dix autres. Il était impossible de fermer la porte ; ils ont frappé les malheureux Juifs avec des bâtons, ont tiré à l'intérieur et ont crié. Pour créer plus d'espace, ceux qui entraient grimpaient sur les épaules et la tête de ceux qui étaient déjà à l'intérieur. Des cris et des hurlements émanaient des profondeurs de la voiture »
La principale vague de transports vers les camps de la mort a lieu en octobre et novembre 1942, puis les Juifs de Zamość, Krasnystaw et d'autres villes voisines sont amenés à Izbica.
Le 2 novembre 1942, une unité ukrainienne composée de SS de Trawniki et de la police bleue marine d'Izbica encercle le village. Dans les jours suivants, plusieurs milliers de Juifs sont envoyés à Bełżec et Sobibór. D'autres, rassemblés dans la caserne des pompiers située sur le côté gauche de la route menant de la place centrale à Tarnogóra, sont convoyés en groupe jusqu'au cimetière juif où ils sont exécutés. Le ghetto de transit est ainsi fermé.
Un ghetto pour les Juifs restants est alors créé. Les nazis emmènent les derniers Juifs d'Izbica à Sobibór en avril 1943. La liquidation définitive du ghetto a lieu le 28 avril 1943, lorsque les deux cents derniers Juifs sont envoyés à Sobibór. Presque tous les habitants juifs d'Izbica périssent dans la Shoah, à l'exception de 14 Juifs qui survivent à la guerre.

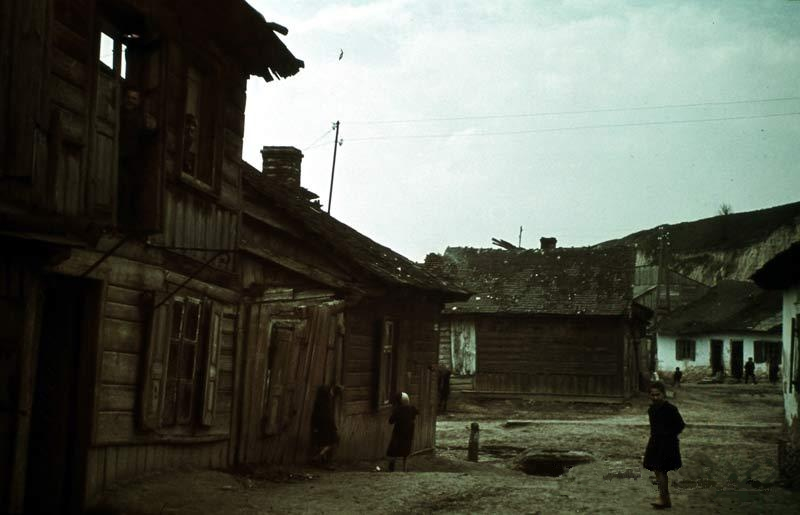
Rue du ghetto
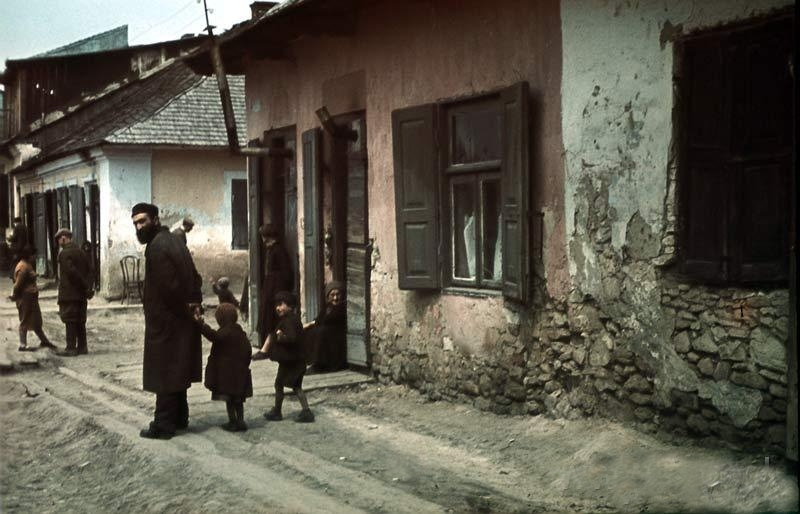
Juifs dans le ghetto
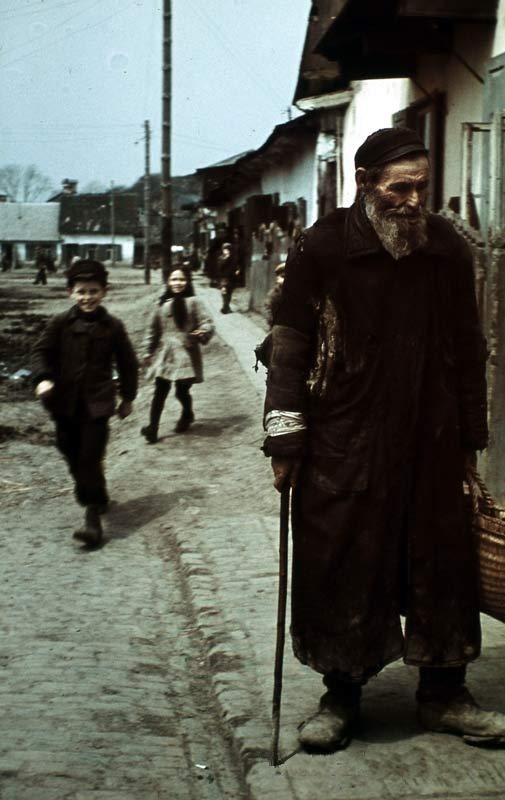
Juifs dans le ghetto
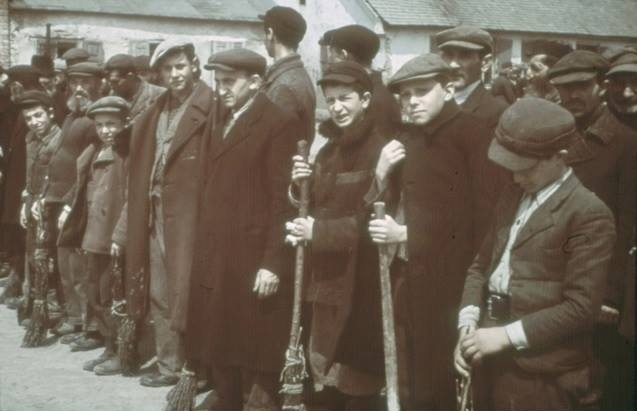
Juifs forcés à balayer la rue

Halina Błaszczyk, née Babiarz, et sa mère Kazimiera Babiarz ont reçu la médaille de Juste parmi les nations, décernée au nom de l’État d’Israël par le mémorial de Yad Vashem. Avant la guerre, la famille Babiarz possédait le seul moulin polonais à Izbica. Les six autres appartenaient à des Juifs. La famille Babiarz a hébergé Hanan Lipszyc, qui s'est évadée du cinéma où elle était retenue prisonnière. Ils l'ont cachée dans un abri dans la cour puis dans une remise à bois.

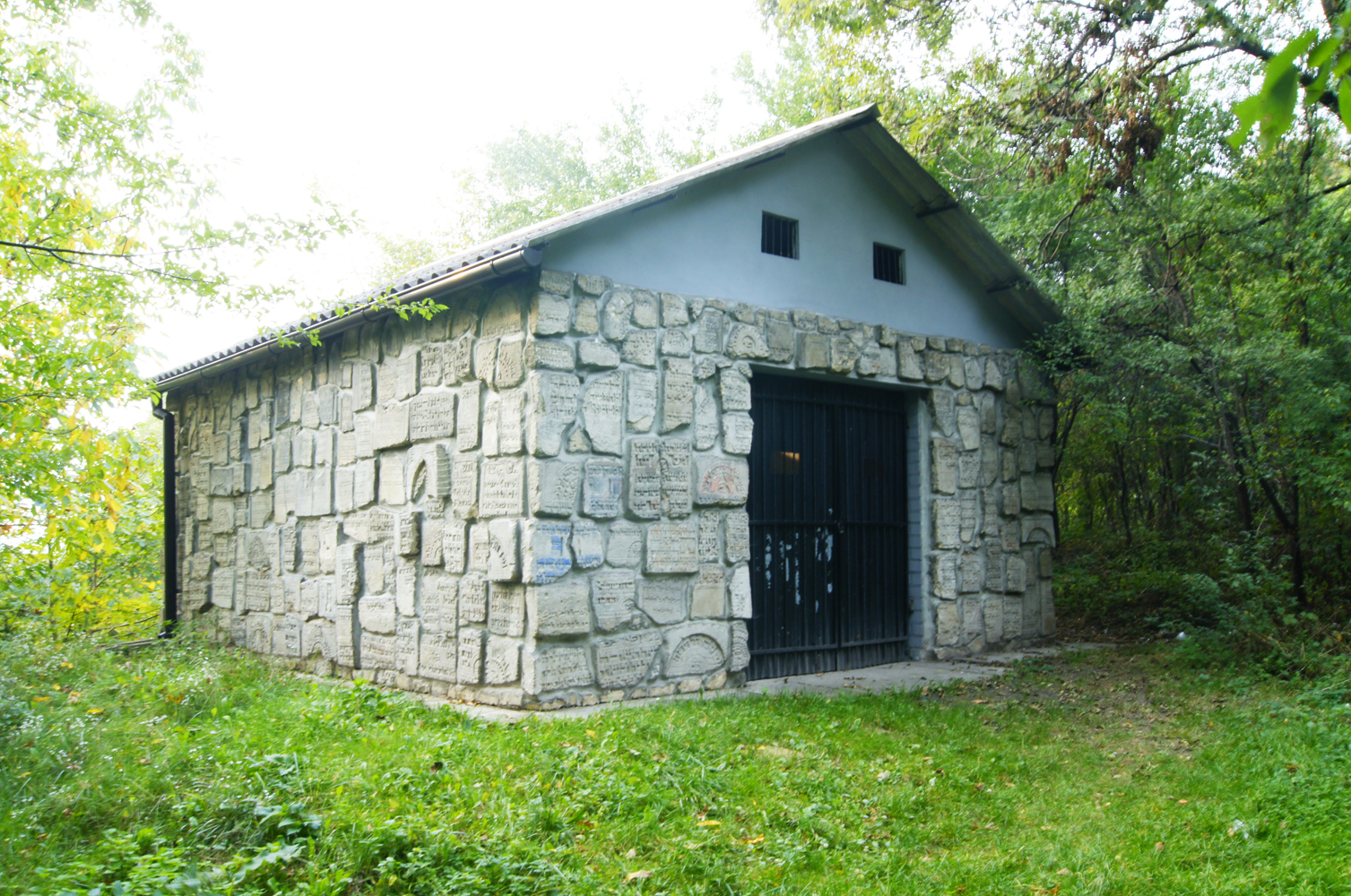
ohel du tsadik Mordechai Josef Leiner

### Commémoration
Le lieu de l'exécution massive du 2 novembre 1942 est commémoré dans les années 1960 et 1970 par le tracé symbolique de trois charniers, mais ne correspondant pas à leur superficie réelle. Un obélisque avec une représentation des dix commandements est érigé sur place.
En 1995, à l'initiative de la famille Leiner, l'ohel du tsadik Mordechai Josef Leiner et des membres de sa famille est reconstruit au cimetière. Depuis 2004, le cimetière juif d'Izbica est entretenu par des jeunes du lycée local et par l'organisation allemande Bildungswerk Stanisław Hantz (Centre éducatif Stanisław Hantz) de Cassel. La Fondation pour la préservation du patrimoine juif (pl) (FODŻ - Fundacja Ochrony Dziedzictwa Żydowskiego) est propriétaire de la zone de la nécropole. En 2006, la FODŻ et la télévision allemande ARD font démolir l'ancienne prison et récupèrent des fragments du matzevot (pierres tombales) que les Allemands avaient utilisés pour sa construction et les transfèrent au cimetière juif. Certaines d'entre elles ont été intégrées aux murs de l'ohel du tsadik Leiner. Le fragment le plus ancien de matzevah date de 1785. En 2006, la FODŻ et l'ambassade d'Allemagne ont érigé au cimetière un monument commémorant l'extermination des Juifs d'Izbica. Il a la forme d'une stèle avec des inscriptions en polonais, allemand et anglais.
Sur une petite place en face du cimetière, de l'autre côté de la route, se trouve un petit obélisque érigé en 2007 par une organisation juive allemande de Wurtzbourg. Elle commémore les Juifs de Würzburg et de toute la Franconie déportés à Izbica au printemps 1942.

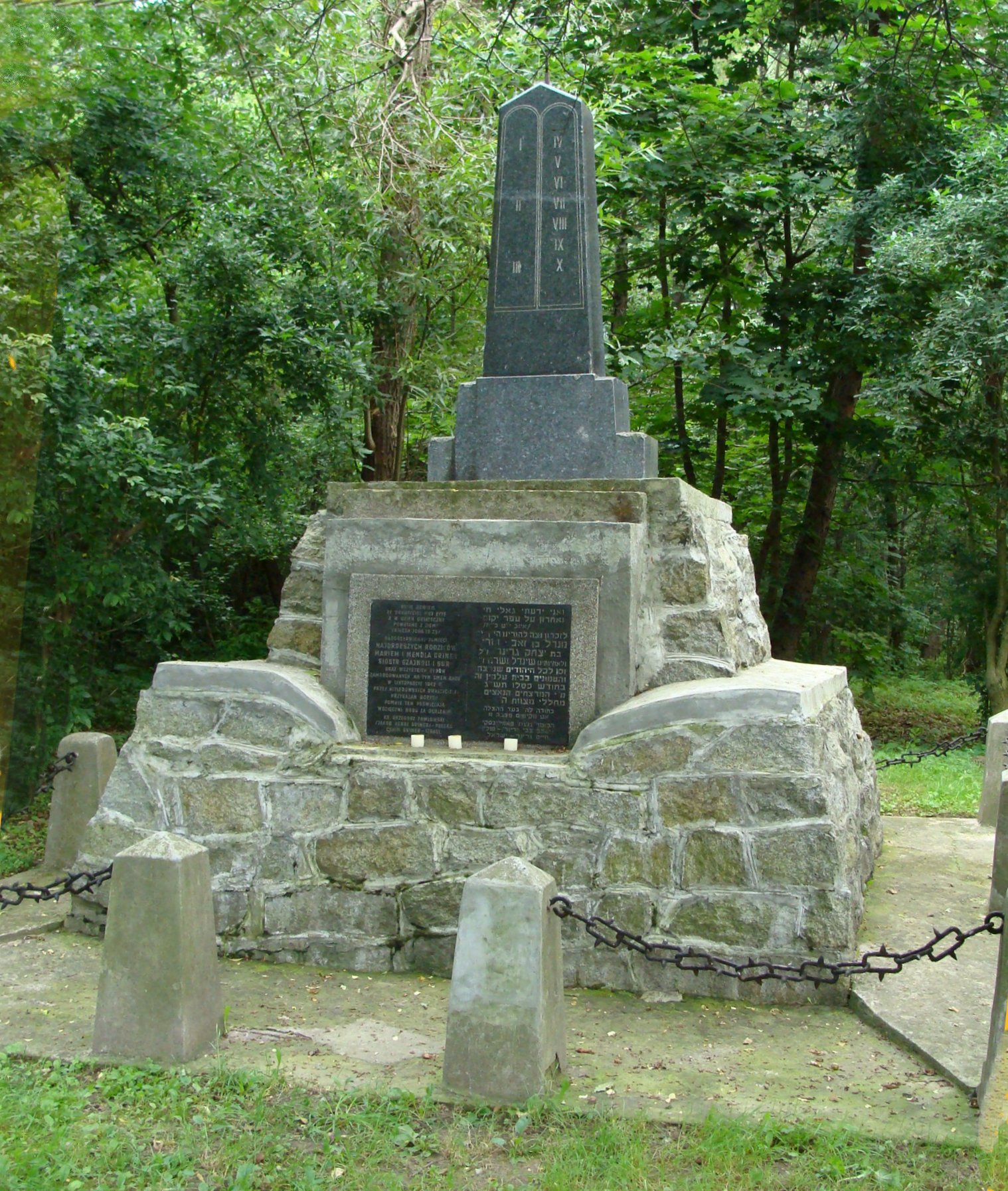
Mémorial élevé dans les années 1970
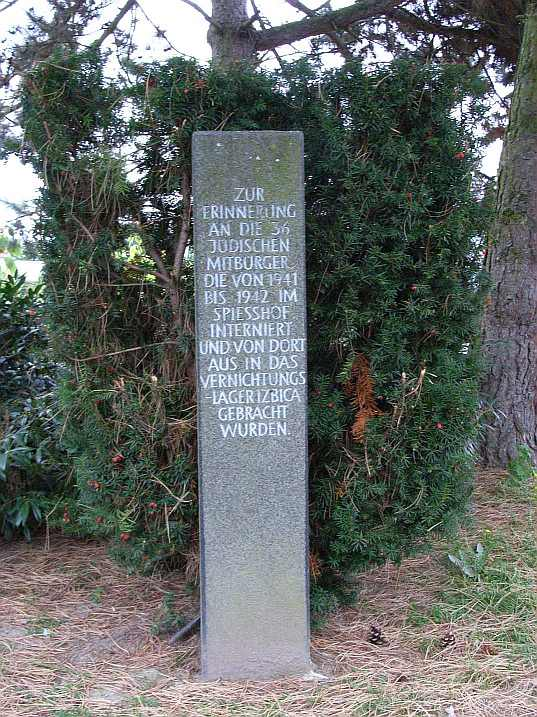
Monument à la mémoire des 36 Juifs de Erkelenz en Allemagne
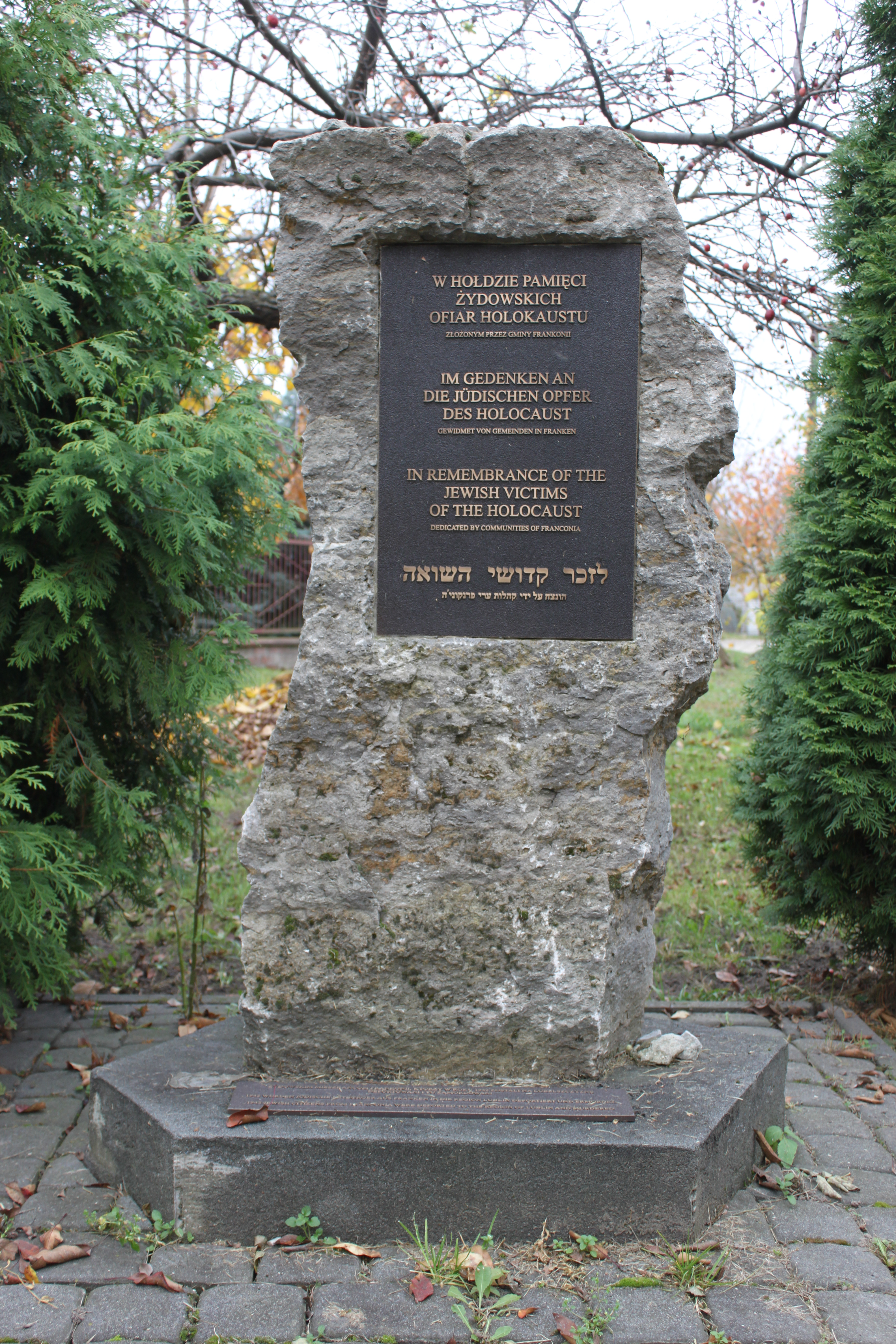
Monument pour les Juifs de Franconie morts pendant la Shoah

## Personnalités juives nées à Izbica
- Thomas Blatt (1927-2015), survivant du camp d'extermination de Sobibor
- Philip Bialowitz (1925-2016), survivant du camp d'extermination de Sobibor

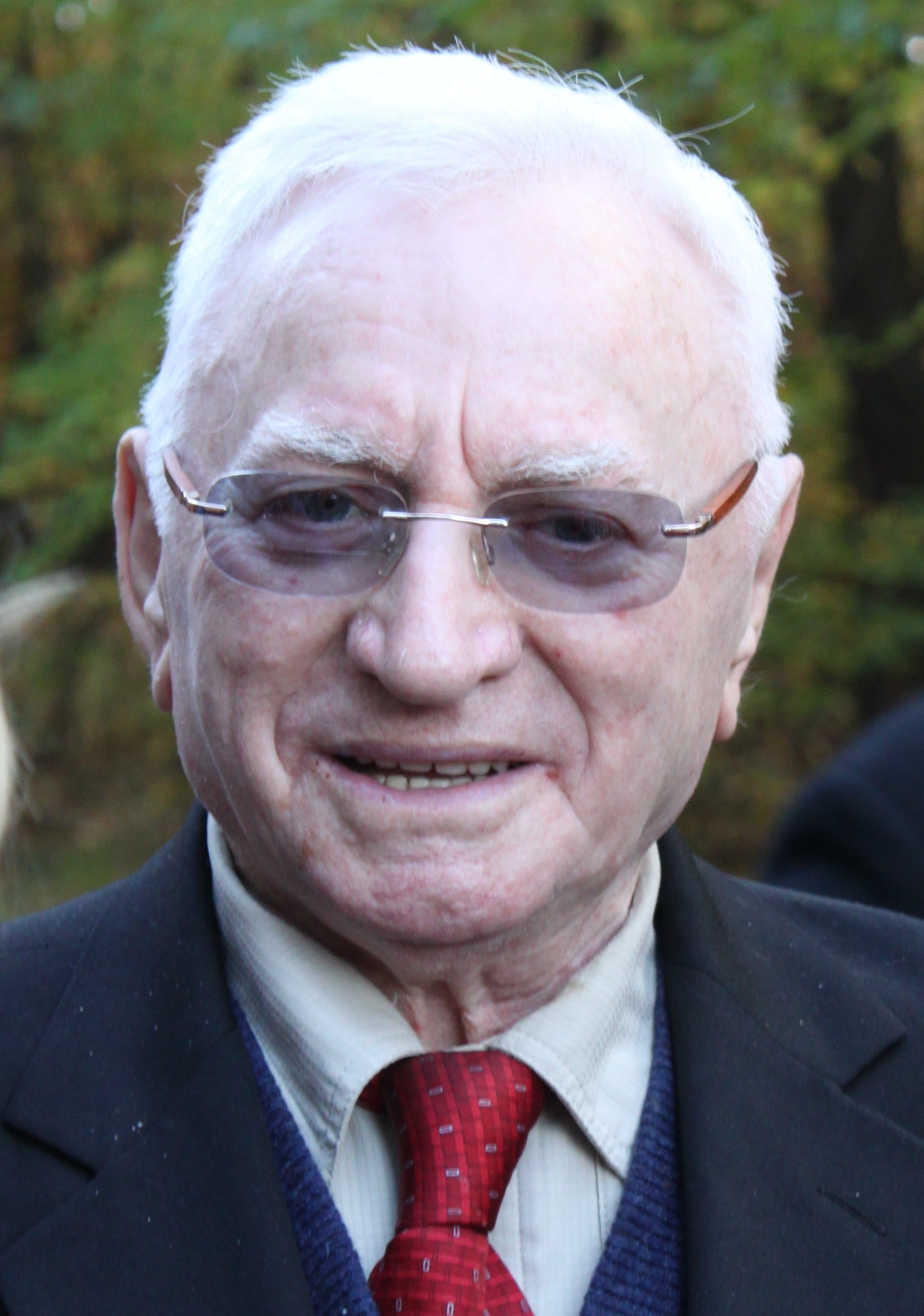
Thomas Blatt en 2013
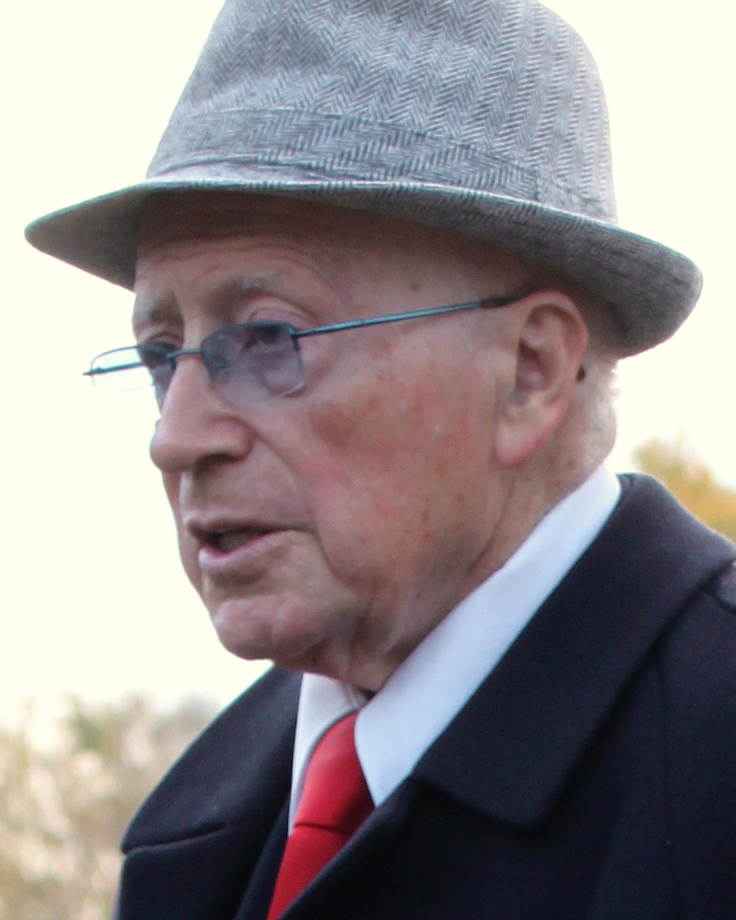
Philip Bialowitz en 2013

## Évolution de la population juive
| Population juive à Izbica |                     |                 |                      |
| Date                      | Population d'Izbica | Nombre de Juifs | Pourcentage de Juifs |
| 1765                      | 204                 | 204             | 100 %                |
| 1820                      | 360                 | 360             | 100 %                |
| 1827                      | 407                 | 407             | 100 %                |
| 1860                      | 1 450               | 1 450           | 100 %                |
| 1870                      | 1 800               | 1 800           | 100 %                |
| 1897                      | -                   | 3 019           | ~95 %                |
| 1921                      | 3 085               | 2 862           | 85,3 %               |
| 1939                      | ~6 000              | 5 098           | ~85 %                |